# Stepan Gavrilovič Malygin
Stepan Gavrilovič Malygin, in russo  Степан Гаврилович Малыгин? (... – 1º agosto (o 12 settembre) 1764), è stato un esploratore russo.
Autore del primo manuale sulla navigazione in russo. Capo della divisione occidentale della Seconda spedizione in Kamčatka. È stato uno dei primi esploratori artici russi.

## Biografia
Studente dal 1711 al 1717 alla Scuola di matematica e della navigazione di Mosca (Школа математических и навигацких наук), ha prestato poi servizio nella Flotta del Baltico col grado di guardiamarina, quattro anni più tardi (nel 1721) è stato promosso tenente. Ha servito nella flotta fino al 1735.
Malygin è stato il primo a scrivere un manuale russo sulla navigazione: il Сокращённая навигация по карте де-Редукцион, presentato all'Accademia delle scienze nel 1733.
All'inizio del 1736 è stato nominato capo dell'unità occidentale della Seconda spedizione in Kamčatka. Nel 1736-1737, con le due navi, la Pervyj di cui era al comando e la Vtoroj sotto il comando di Aleksej Skuratov, ha intrapreso un viaggio dall'isola Dolgij, nel mare della Pečora, fino alla foce del fiume Ob'. Durante questo viaggio, Malygin ha descritto quella parte della costa artica russa e ha fatto una mappa della zona tra il fiume Pečora e l'Ob'. Nell'estate del 1737, sempre insieme a Skuratov, ha navigato dalla foce del fiume Kara all'Ob' attraverso lo stretto di Malygin che si trova tra la penisola Jamal e l'isola Belyj.
Negli anni 1741-1748, Stepan Malygin ha diretto la preparazione dei navigatori per la Marina russa a Kronštadt. Tra il 1741 e il 1750 è stato comandante di varie navi, tra cui la Gorod Arhangel'sk, la Azov, la Severnyj orel, Sv. Sergij e la Archangel Rafail. Capitano del porto di Riga dal 1752 al 1762, ha partecipato alla guerra dei sette anni. Nel 1762, ha ricevuto il grado di capitano di vascello ed è stato messo a capo dell'ufficio dell'ammiragliato a Kazan'.

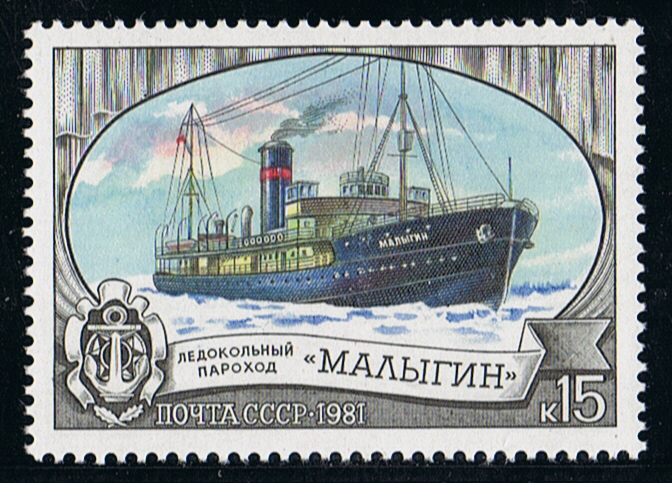
Francobollo sovietico da 15 copechi con la rompighiaccio Malygin

## Luoghi che portano il suo nome
- Capo Malygin, la punta sud-ovest dell'isola Belyj.
- Stretto di Malygin

Sono state a lui dedicate inoltre diverse imbarcazioni: le rompighiaccio Malygin, una costruita nel 1912 e una nel 1924 (che si chiamava precedentemente Voima); la nave a vapore Tenente Malygin; e la Stepan Malygin, nave da ricerca della Accademia russa delle scienze.